# Ilka von Wrede
Ilka Fürstin von Wrede (* 30. März 1838 in Tutzing; † 21. Februar 1913 in Pähl) war eine deutsche Adelige.

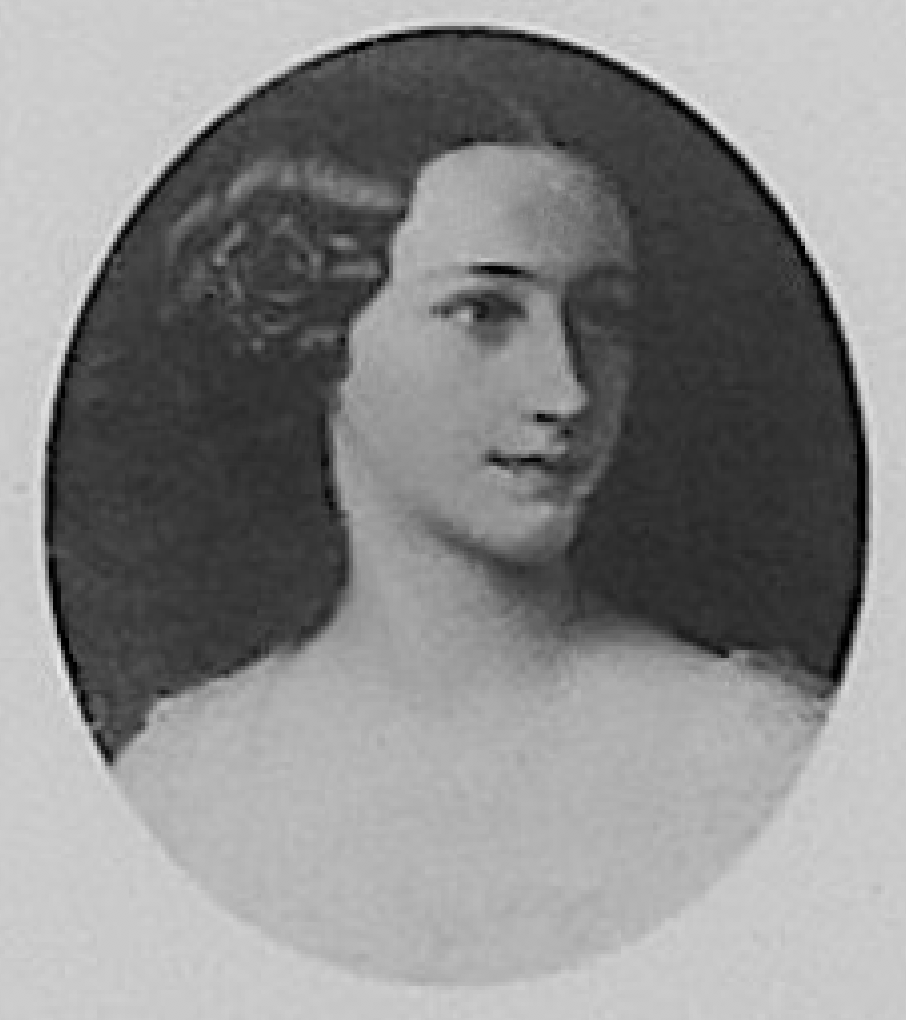
Porträt Ilka-von-Wrede auf Schautafel auf der Ilkahöhe

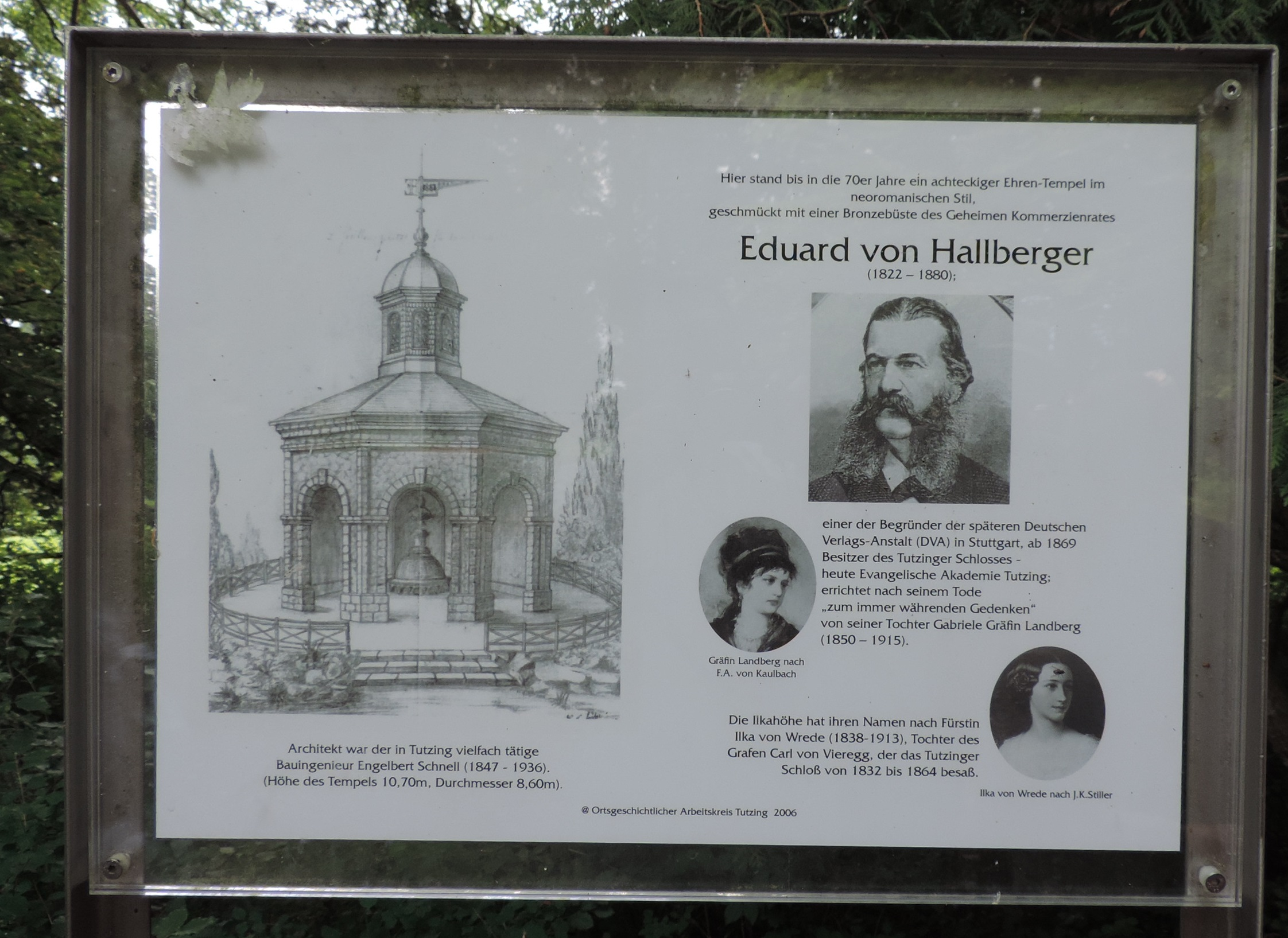
Schautafel auf der Ilkahöhe. Rechts unten Bild der Fürsten Ilka von Wrede

## Leben und Wirken
Anna Maria Juliane Helene „Ilka“ von Wrede entstammte dem uradeligen Geschlecht derer von Vieregg. 1856 heiratete die Gräfin Vieregg Carl Ferdinand, III. Fürst von Wrede. Aus der Ehe gingen sechs Kinder hervor. Insbesondere während des Krieges 1870/71 engagierte sich die Fürstin für die verwundeten Soldaten. Dafür erhielt sie mehrere bayerische und preußische Auszeichnungen. Graf Vieregg benannte eine 726 m hohe Erhebung am Westufer des Starnberger Sees bei Tutzing nach seiner Tochter Ilka. Davor nannte man die Ilkahöhe den Parzenbichl.

## Nachkommen
Ihre Enkelin Marie Ilka von Wrede (* 14. September 1890 in Ellingen; † 28. Juni 1974 in Pähl) war Hebamme und betrieb im Unteren Schloss in Pähl ein Entbindungsheim.